# Euplectrus scotti
Euplectrus scotti är en stekelart som beskrevs av Girault 1913. Euplectrus scotti ingår i släktet Euplectrus och familjen finglanssteklar. Inga underarter finns listade i Catalogue of Life.